# Voriella setiventris
Voriella setiventris là một loài ruồi trong họ Tachinidae.